# James Francis Edward Stuart
James Francis Edward, princ od Walesa (10. lipnja 1688. – 1. siječnja 1766.), poznat kao Stari Pretendent, bio je sin kralja Jakova II., monarha triju kraljevina Engleske, Škotske i Irske i njegove druge žene Marije Modenske. Njegov otac, katolik, svrgnut je u Slavnoj revoluciji 1688., tek nekoliko mjeseci nakon njegova rođenja, te su njegova starija polusestra, protestantica Marija II. i njezin muž Vilim III. Oranski postali kraljem i kraljicom. Povelja o pravima iz 1689. i Zakon o nasljeđivanju iz 1701. odstranili su katolike s britanskoga prijestolja, te je James odrastao u egzilu.
Nakon smrti njegova oca 1701., James je pretendirao na englesko, škotsko i irsko prijestolje kao Jakov III. Engleski i Irski i Jakov VIII. Škotski, u čemu je imao podršku svojih jakobitskih sljedbenika i svoga rođaka Luja XIV. Francuskoga. Neuspješno je pokušao povratiti vlast u Britaniji 1715., tijekom jakobitskoga ustanka.
Nakon njegove smrti 1766., njegov stariji sin Charles Edward Stuart nastavio je s pretenzijama na jakobitsko nasljeđe.

## Rođenje i djetinjstvo
Princ James Francis Edward rodio se 10. lipnja 1688., u palači sv. Jakova u Londonu. Bio je sin kralja Jakova II. Engleskoga i Irskoga (VII. Škotskoga) i njegove druge žene, katolkinje, Marije Modenske, i kao takav, automatski je postao vojvodom od Cornwalla i vojvodom od Rothesaya, između drugih titula.
Kraljevićevo je rođenje bilo kontroverzno, te kako je do njega došlo pet godina nakon Jakovljeve ženidbe, neočekivano od strane brojnih britanskih protestanata, koji su očekivali da će ga naslijediti Marija, njegova kći iz prvoga braka. Marija i njezina mlađa sestra Ana odgojene su u protestantskoj vjeri. Dokle god je postojala mogućnost da ga naslijedi jedna od njih dvije, kraljevi su protivnici promatrali njegovu vladavinu kao privremenu nepriliku. Kada su se pobojali da bi Jakovljeva druga žena, Marija, mogla roditi sina i nasljednika katolika, uzrastao je pokret da ga se zamijeni starijom kćerom Marijom i njegovim zetom/nećakom, Vilimom Oranskim.
Kad se mladi princ rodio, odmah su počele glasine da je dijete podmetnuto, prokrijumčareno u kraljevsku rađaonu u posudi za zagrijavanje, te da je pravo dijete Jakova i Marije bilo mrtvorođeno. Pokušavši spriječiti taj mit, Jakov je objavio svjedočanstva više od sedamdeset svjedoka rođenja.
Usred Slavne revolucije, 9. prosinca, Marija Modenska, prerušena u pralju, uspjela je s djetetom Jamesom pobjeći u Francusku. Mladi je James odgojen u dvorcu Saint-Germain-en-Laye, koji je Luj XIV. predao protjeranomu kralju Jakovu II. Bivšega kralja i njegovu obitelj francuski je kralj visoko cijenio te su oni bili česti posjetitelji u Versaillesu, gdje su ih Luj i njegov dvor tretirali kao vladajuće monarhe.

## Borba za prijestolje
Nakon smrti njegova oca, 1701., Jamesa je Luj XIV. priznao zakonitim nasljednikom engleskoga i škotskoga prijestolja. Španjolska, Papinska država i Modena također su ga priznale kao Jakova III. i VIII, te su odbile priznati Vilima III., Mariju II. i Anu kao legitimne suverene. Kao posljedicu pretendiranja na izgubljeno prijestolje njegova oca, Jamesu su 2. ožujka 1702. u Londonu oduzeta građanska prava zbog izdaje, te su mu oduzete titule po engleskom pravu.

### Jakobitski ustanak
Iako je bila odgođena u Francuskoj zbog pojave ospica, Jakov je pokušao najezdu, pokušavajući pristati u ušće rijeke Forth, 23. ožujka 1708. Flota admirala sir Georgea Bynga presrela je francuske brodove, što je, uz loše vrijeme, spriječilo pristajanje.
Jakov je neko vrijeme služio u francuskoj vojsci, kao i njegov otac za vrijeme interregnuma. Između kolovoza i rujna 1710., kraljica Ana imenovala je novu torijevsku administraciju na čelu s Robertom Harleyem, koji se upustio u tajnu prepisku s francuskim ministrom vanjskih poslova, de Torcyjem. Harley je tvrdio da priželjkuje Jakovljevu restauraciju na prijestolje, ako se Jakov obrati na protestantizam. Međutim, godinu kasnije britanska je vlada vršila pritisak da se Jakova protjera iz Francuske, kao preduvjet za mirovni sporazum s Francuskom. U skladu sa Sporazumom iz Utrechta iz 1713., Harley i državni tajnik lord Bolingbroke sklopili su tajni dogovor s Francuzima da se Jakova protjera u Lotaringiju.
Kraljica Ana se za Božić 1713. ozbiljno razboljela i smatralo se da će uskoro umrijeti. U siječnju 1714. se oporavila, ali joj očito nije bilo preostalo mnogo vremena. Preko de Torcyja i njegova londonskog agenta, abbéa Françoisa Gaultiera, Herly je održavao prepisku s Jakovom, a i Bolingbroke je ušao u odvojeno dopisivanje s njim. Obojica su tvrdili da bi Jakovljevo obraćenje na protestantizam ubrzalo njegov povratak na prijestolje. Jakov je, međutim, kao pobožan katolik, odgovorio de Torcyju: "Ja sam izabrao svoj smjer, stoga preostaje drugima da mijenjaju svoje nazore." Jakovljeva odbijenica na prijedlog obraćenja stigla je u ožujku, nakon čega su Harley i Bolingbroke ustvrdili da Jakovljev povratak na prijestolje nije izvediv, iako su nastavili dopisivanje s njim.
Kao posljedica, u kolovozu 1714., Jakovljev drugi rođak, hanoverski izbornik Đuro Hanoverski, protestant koji je govorio njemački, postao je kraljem nedavno stvorene Velike Britanije, kao Đuro I.

### "Petnaesta"
Sljedeće su godine škotski jakobiti započeli ustanak "Petnaeste" u Škotskoj, namjeravajući vratiti "Jakova III. i VIII." na prijestolje. Jakov je stigao u Škotsku 22. prosinca 1715., nakon jakobitskih poraza kod Sheriffmuira (13. studenoga 1715.) i Prestona. Pristao je u Peterheadu i uskoro dobio groznicu, otežanu ledenom škotskom zimom. U siječnju 1716., uspostavio je dvor u palači Scone, ali saznavši za približavanje vladinih snaga, vratio se u Francusku, isplovivši iz Montrosea, 5. veljače 1716. Napouštanje njegovih pobunjeničkih saveznika zamjereno mu je u Škotskoj, a nije bio ni dobrodošao na povratku u Francusku. Njegov pokrovitelj Luj XIV. umro je 1. rujna 1715., a francuska ga je vlada smatrala političkom sramotom.

## Dvor u egzilu
Nakon neuspješne invazije 1715., Jakov je živio u Avignonu, koji je tada bio papinski teritorij. Papa Klement XI. ponudio je Jakovu palaču Re u Rimu, što je on prihvatio. Papa Inocent XIII. poput svoga prethodnika, iskazao je snažnu potporu. Zahvaljujući svomu prijatelju, kardinalu Filippu Antoniju Gualteriju, Jakovu je dodijeljen doživotni anuitet od osam tisuća rimskih škuda. Takva mu je pomoć omogućila organiziranje jakobitskoga dvora u Rimu, gdje je, iako je živio u raskoši, nastavio patiti od melankolije i depresije. Daljnji pokušaju za povrat Stuarta na britansko prijestolje bili su planirani za 1719. i 1722., ali od toga nije bilo ništa.
Obavljajući svoju pretendiranu službu, Jakov je kreirao plemićke titule, danas poznato kao jakobitsko plemstvo, za svoje engleske pristalice i članove dvora, koje u Engleskoj, naravno, nisu bile priznate.
Dvor u egzilu postao je popularnim odredištem za engleske putnike na velikoj turneju, neovisno od političke opredjeljenosti. Mnogima je funkcionirao kao neslužbeno veleposlanistvo. Osobe potrebne medicinske skrbi preferirale su da ih liječi njihov Dsunarodnjak. Dvorski su liječnici 1735. liječili Edmunda Sheffielda, 2. vojvodu od Buckinghama i Normanbya, te Jamesa Boswella 30 godina kasnije. Dvorski vinar vodio je unosan posao prodajući rijetke berbe posjetiteljima.
Jakov je imao dobar ugled u Rimu sve do svoje smrti. Bilo mu je dopušteno održavati protestantske službe na dvoru, i dodijeljena mu je zemlja gdje su njegovi protestantski podanici mogli imati javni sprovod. Dodijeljeno je i osiguranje kako bi se obeshrabrili britanski špijuni.

### Brak i potomstvo
Louise Adélaïde d'Orléans (Mademoiselle d'Orléans), kći Philippea II., vojvode od Orléansa, bila je predložena kao supruga za Jakova Franju Edvarda Stuarta, ali to toga nije došlo.
Jakov je 3. rujna 1719. oženio Mariju Klementinu Sobjesku, unuku poljskoga kralja Jana III. Vjenčanje se održalo u kapeli biskupske palače u Montefiasconeu, blizu Viterba. Imali su dva sina:
- Karlo Edvard Stuart (31. prosinca 1720. – 31. siječnja 1788.), poznat kao Bonnie Prince Charlie
- Henrik Benedikt Stuart (11. ožujka 1725. – 13. srpnja 1807.), kardinal.

### Smrt
Jakov je umro u Rimu, 1. siječnja 1766., u svomu domu, palači Muti, te je bio pokopan u kripti Bazilike sv. Petra, u današnjem Vatikanu. POdignut mu je spomenik u Bazilici. Njegova pretendentska vladavina trajala je 64 godine, 3 mjeseca i 16 dana, duže od bilo kojeg legitimnog britanskog monarha, sve dok ga nije prestigla kraljica Elizabeta II., 23. svibnja 2016.

## Kraj papinske potpore
Nakon Jakovljeve smrti, papa je odbio priznati polaganje prava na engleski tron njegova nastarijeg sina Karla; umjesto toga, od 14. siječnja 1766. prihvatio je hanoversku dinastiju kao legitimne vladare Britanije i Irske. Ta je odluka vodila postupnom olakšavanju i reformi protukatoličkih kaznenih zakona u Britaniji i Irskoj. Papa je 1792. izričito spomenuo Đuru III. kao "kralja Velike Britanije i Irske", što je dovelo do prosvjeda sa strane Jakovljeva drugog sina, Henrika, koji je u to vrijeme bio jakobitski pretendent.

## Titule i počasti
Jakov je kreiran princom od Walesa, 4. srpnja 1688.

### Počasti
- Jakobitski vitez podvezice, 1692. – 1766.

### Grb
Kao princ od Walesa, Jakov je nosio kraljevski grb, razlikovan srebrnom gredom s tri kraka.

## Prikazi u popularnoj kulturi
Jakova je glumio Freddie Wilson u uspješnom BBC-jevom serijalu The First Churchills.
U knjigi A Spectacle of Corruption Davida Lissa, Jakov III. i jakobiti imaju ključnu ulogu u radnji.